# Aeolidioidea
Aeolidioidea is een superfamilie van weekdieren uit de klasse van de Gastropoda (slakken).

## Families
- Aeolidiidae Gray, 1827
- Babakinidae Roller, 1973
- Facelinidae Bergh, 1889
- Glaucidae Gray, 1827
- Piseinotecidae Edmunds, 1970
- Pleurolidiidae Burn, 1966
- Unidentiidae Millen & Hermosillo, 2012